# 蓬塔德彼德拉斯

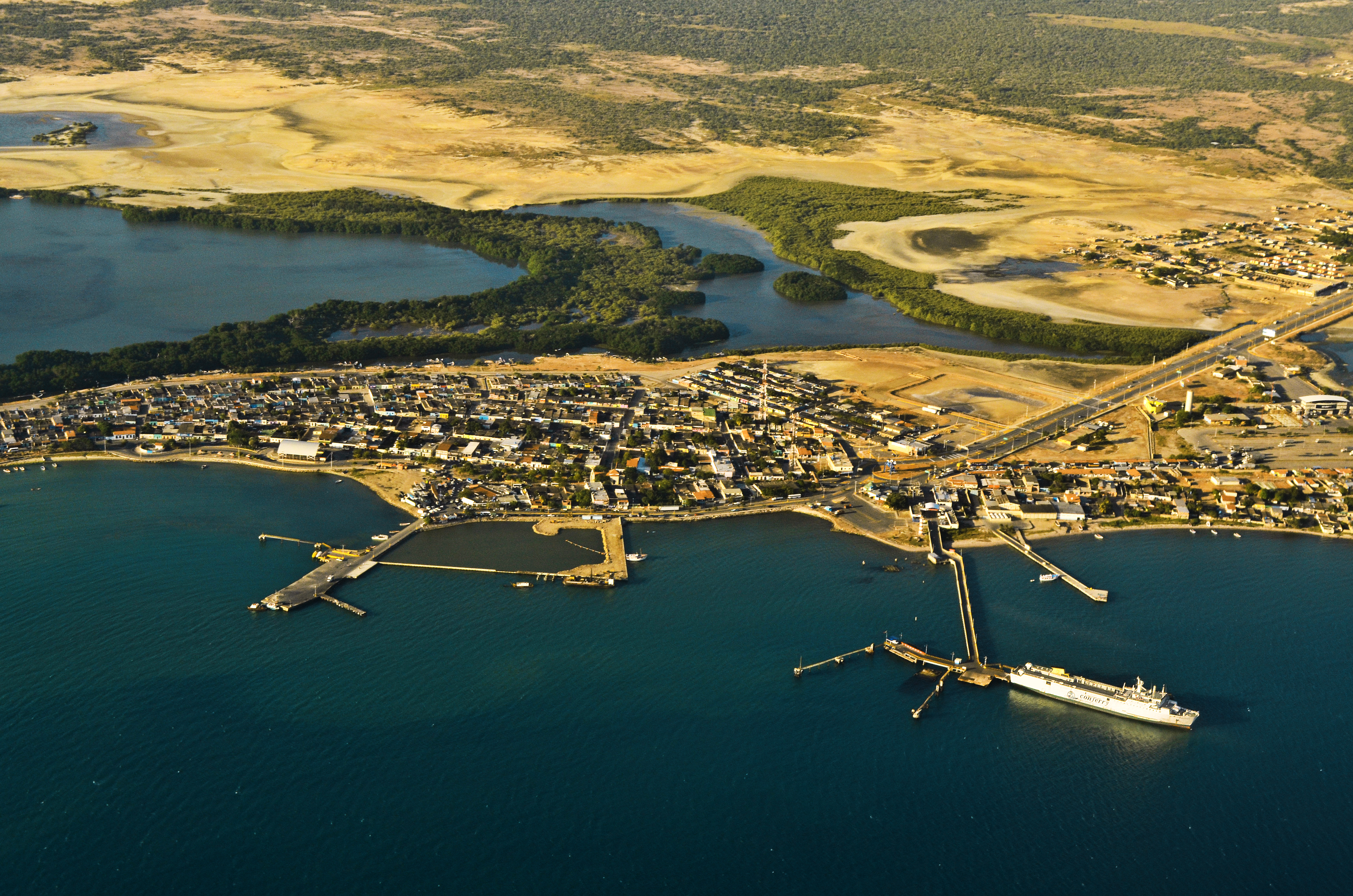

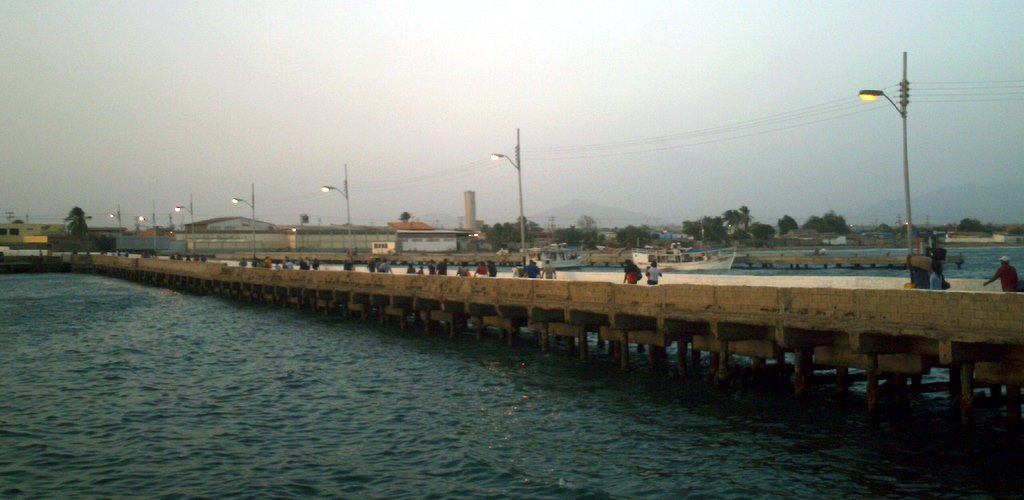

蓬塔德彼德拉斯（西班牙語：Punta de Piedras），是委內瑞拉的城鎮，位於該國北部新埃斯帕塔州，是圖博雷斯市的首府，主要經濟活動有漁業、工業和旅遊業，受熱帶氣候影響，人口約10,000。